# Itasy (vulkaan)
Itasy is een vulkanisch gebied in Madagaskar, gelegen in de gelijknamige regio Itasy. De vulkaan is tweemaal tot een uitbarsting gekomen, naar schatting in 6050 v. Chr. en 7130 v. Chr.
Trachiet werd gevormd in de buurt van Saovinandriana aan het begin van het Holoceen, tevens zijn er diverse kratermeren gevormd. Milde seismische-en thermische activiteit in de vorm van hete bronnen blijft aanwezig.